# 呂葆中
吕葆中（？—1707年），名公忠，字无党，号冰葭。浙江桐鄉人。
吕留良的长子，早年師從黄宗羲、张履祥。康熙三十五年（1696年）参加乡试中举，康熙四十五年（1706年）丙戌科一甲第二名進士，授翰林院编修。康熙四十六年（1707年）因一念和尚案受牽連入獄，被赦免，憂惧死。雍正十年爆發曾静、呂留良“文评案”案，使吕留良、吕葆中父子戮尸枭示，吕毅中被斩。著《吕葆中文集》。